# Johann Baptist Laule

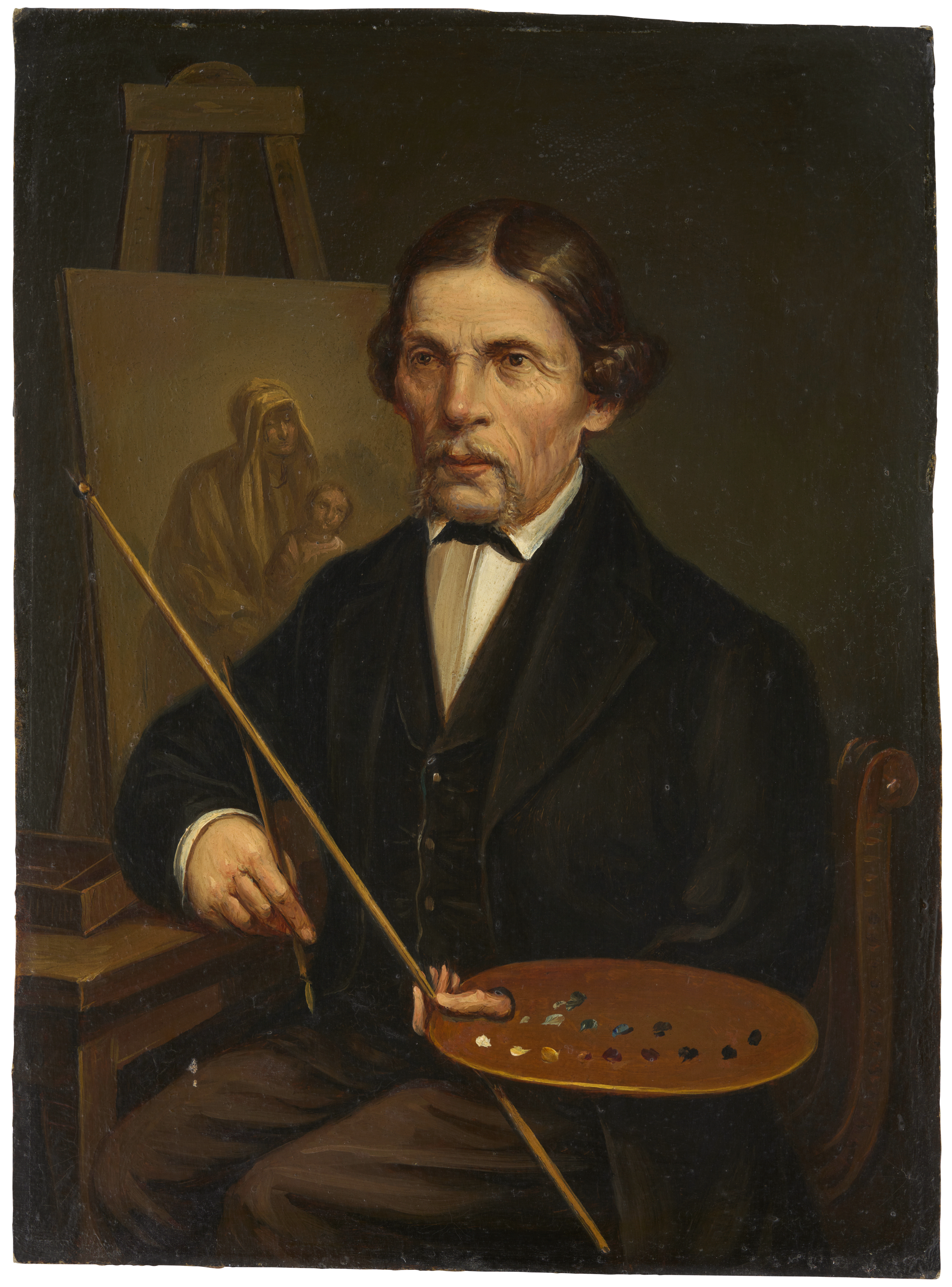
Selbstbildnis

Johann Baptist Laule (geb. 20. September 1817 in Sargans, Kanton St. Gallen, Schweiz; gest. 1. Juni 1895 in Schönenbach bei Furtwangen) war ein deutscher Maler.
Im schweizerischen Sargans geboren, wohin seine aus dem Schwarzwald stammenden Eltern ausgewandert waren, kam Johann Baptist Laule in den 1840er Jahren nach Furtwangen, wo er zunächst als Uhrenschildermaler tätig war. Über seine Jugend und Ausbildung ist nichts bekannt; vermutlich ist er seinem älteren Bruder Josef gefolgt, der in Furtwangen bei dem Musikwerkefabrikanten Martin Blessing (1774–1847) tätig war. Der junge Hans Thoma begann bei Laule eine Lehre, die er jedoch aus Geldmangel bald wieder abbrechen musste. Laule fertigte für die Mustersammlung der 1850 von Robert Gerwig in Furtwangen gegründete Uhrmacherschule zahlreiche Musterzifferblätter und später für die Furtwanger Gewerbehalle Porträts von Pionieren der Schwarzwälder Uhrenindustrie. Neben der Porträtmalerei entstanden auch Genrebilder und Schwarzwaldlandschaften, aber auch religiöse Themen in spätnazarenischem Stil. Der kunstsinnige Junggeselle war ein enger Freund der Malerbrüder Lukas und Johann Baptist Kirner. Zu ihren gemeinsamen Bekannten zählte u. a. der Schriftsteller Berthold Auerbach, dem die Furtwanger Künstlerfreunde Stoff für dessen Schwarzwalderzählungen lieferten.